# 圣乔治十字
圣乔治十字（Saint George's Cross 或 Cross of Saint George）是白底紅十字的符號。最早是熱那亞共和國的旗幟，之後被十字軍採用，最後成為了英格蘭的旗幟。它與聖喬治的關聯是聖喬治常被稱作成「戰士的聖人」（warrior saint），而在中世紀後期他常被描繪成十字軍的形象。

## 圖集

### 旗幟

熱那亞市旗
英格蘭國旗
亚历山德里亞市旗
博洛尼亞市旗
卡爾維市旗
弗萊堡市旗
瓦雷澤市旗
根西岛旗帜（1936年－1985年）
根西島旗幟（現今）
格魯吉亞國旗
林肯市旗
伦敦市旗
约克市市旗
北爱尔兰旗帜（1924年－1953年）
马尔查加斯市旗

### 徽章

熱那亞共和國國徽（早期）
育空地方徽（英语：Coat of arms of Yukon）
林肯市徽
皮蘭市徽
倫敦大學校徽